# Église Saint-Pierre-et-Saint-Paul de Maisonnais
Pour les articles homonymes, voir Église Saint-Pierre-et-Saint-Paul.
L'église Saint-Pierre et Saint-Paul est une église catholique située à Maisonnais, en France.

## Localisation
L'église est située dans le département français du Cher, sur la commune de Maisonnais.

## Historique
Jadis dédiée à saint Hippolyte, l'église était la propriété du prieuré d'Orsan qui y assurait le culte paroissial; plus tard, celui-ci fut confié à un clerc nommé par les dames d'Orsan, et auquel elles louaient le presbytère,.
L'église est inscrite au titre des monuments historiques par arrêté du 6 octobre 1925.

## Description
L'église date du XIIe siècle et est de style roman. Elle se compose d'un clocher-porte, d'une nef couverte de bois, sans transept, suivi d'un chœur court au berceau brisé, et d'une abside semi-circulaire. Le  clocher est ajouré de baies en plein cintre, jumelées et séparées par une colonnette au long tailloir. Le chevet est souligné par une élégante corniche. Elle est faite d'une tablette droite dont l'arête est taillée en segments de sphère, ici rehaussés de motifs variés, boutons côtelés, figures, etc.

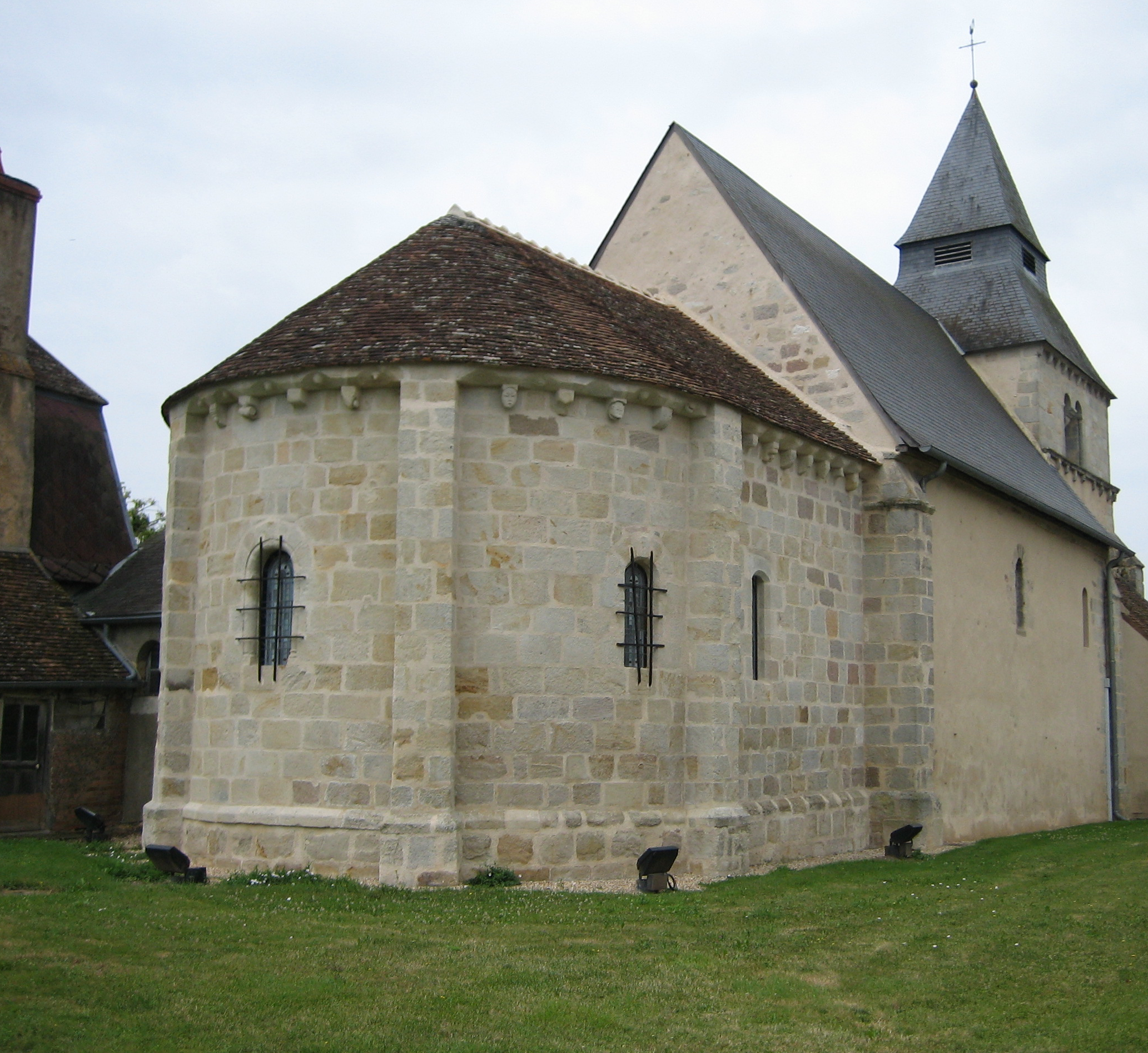
Abside de l'église. On peut observer la forme biseautée des pierres de corniche entre deux modillons.
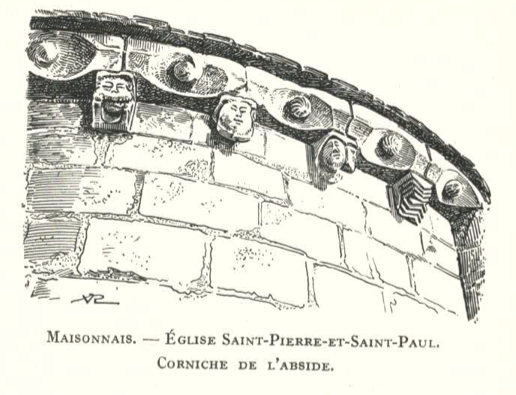
Détail de la corniche, d'après Deshoulières.
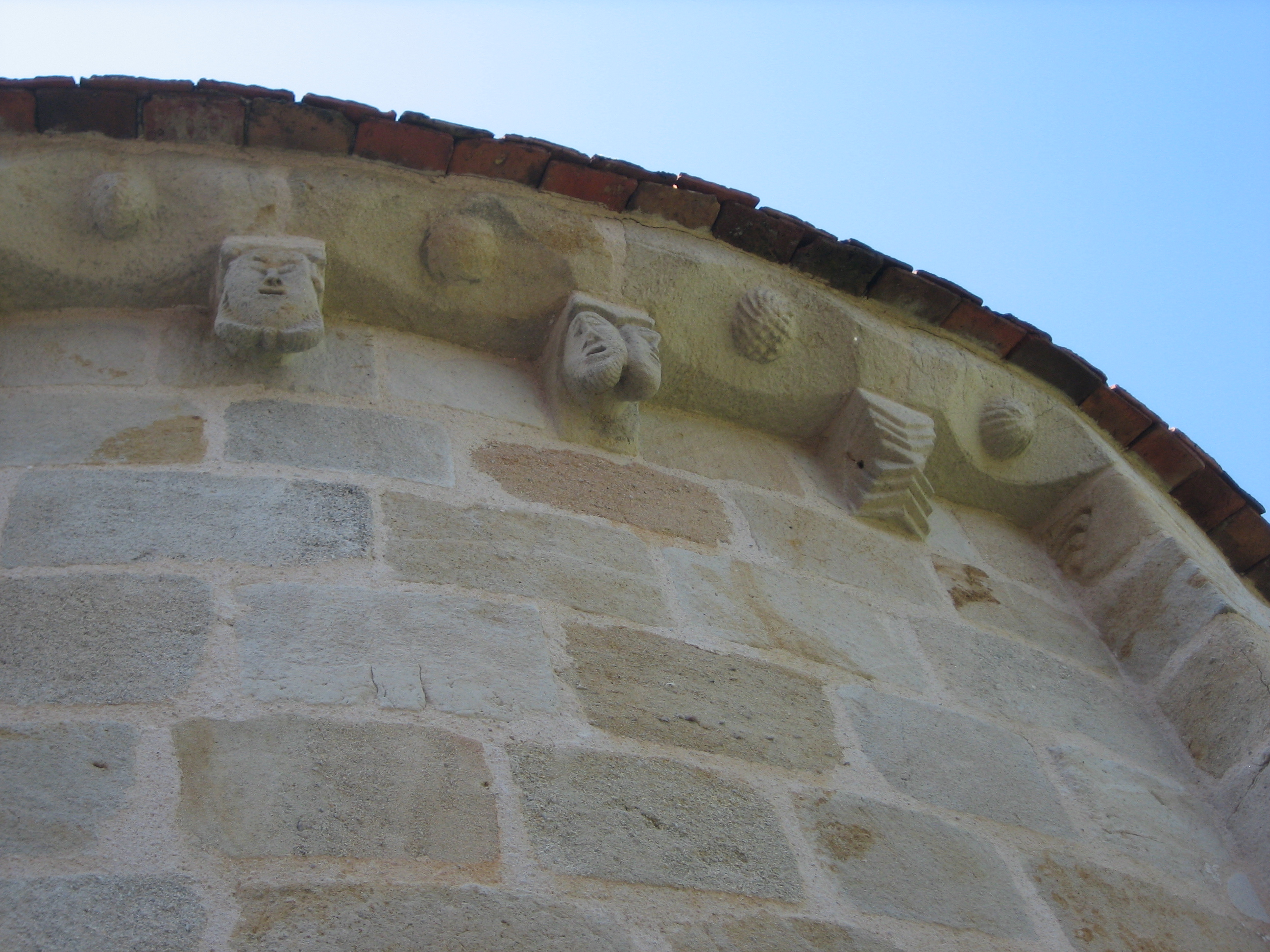
Détail de la corniche, après restauration.

## Mobilier
Trois statues en bois sont conservées dans l'église. L'une représente saint Paul, brandissant l'épée, l'autre saint Pierre, muni de sa clé, la troisième enfin est une sainte Anne faisant lire la Vierge enfant. Sur le socle, on voit les armes de Louise de La Châtre, prieure d'Orsan en 1559. La légende veut que, jetée dans les bois par les huguenots lors du sac du prieuré, cette statue se retrouvait chaque matin sur l'autel de la chapelle.
Le chemin de croix est contemporain. Son originalité : chaque scène est représentée dans une assiette en terre vernissée, réalisée par un potier de La Borne (grand centre potier situé dans le nord du département du Cher).
Contrairement à ce qui est écrit dans la notice des Monuments historiques, il n'y a pas de  sarcophage mérovingien à Maisonnais. Le sarcophage existe bien, mais  à Maisonnais-sur-Tardoire.

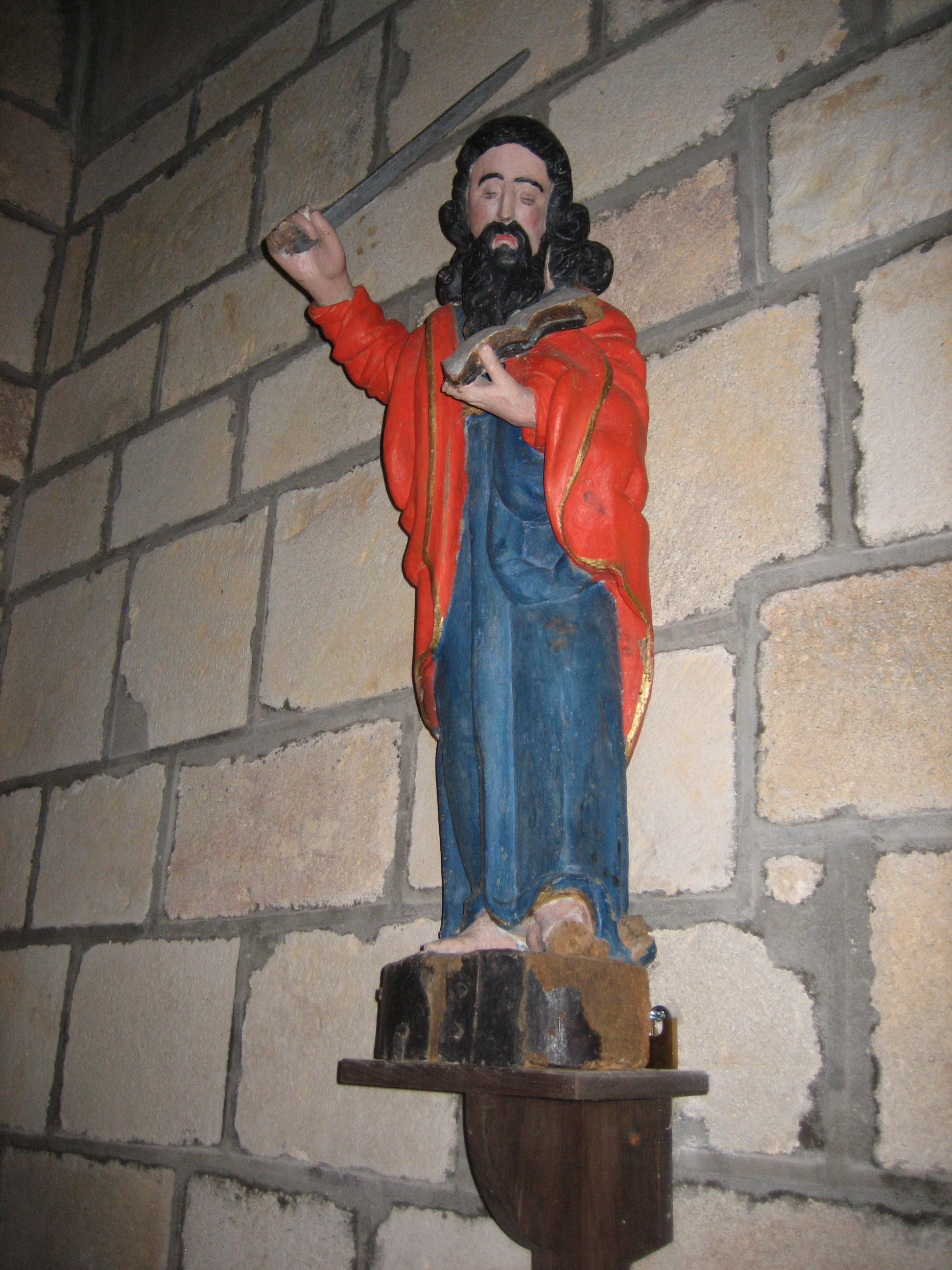
Saint Paul.
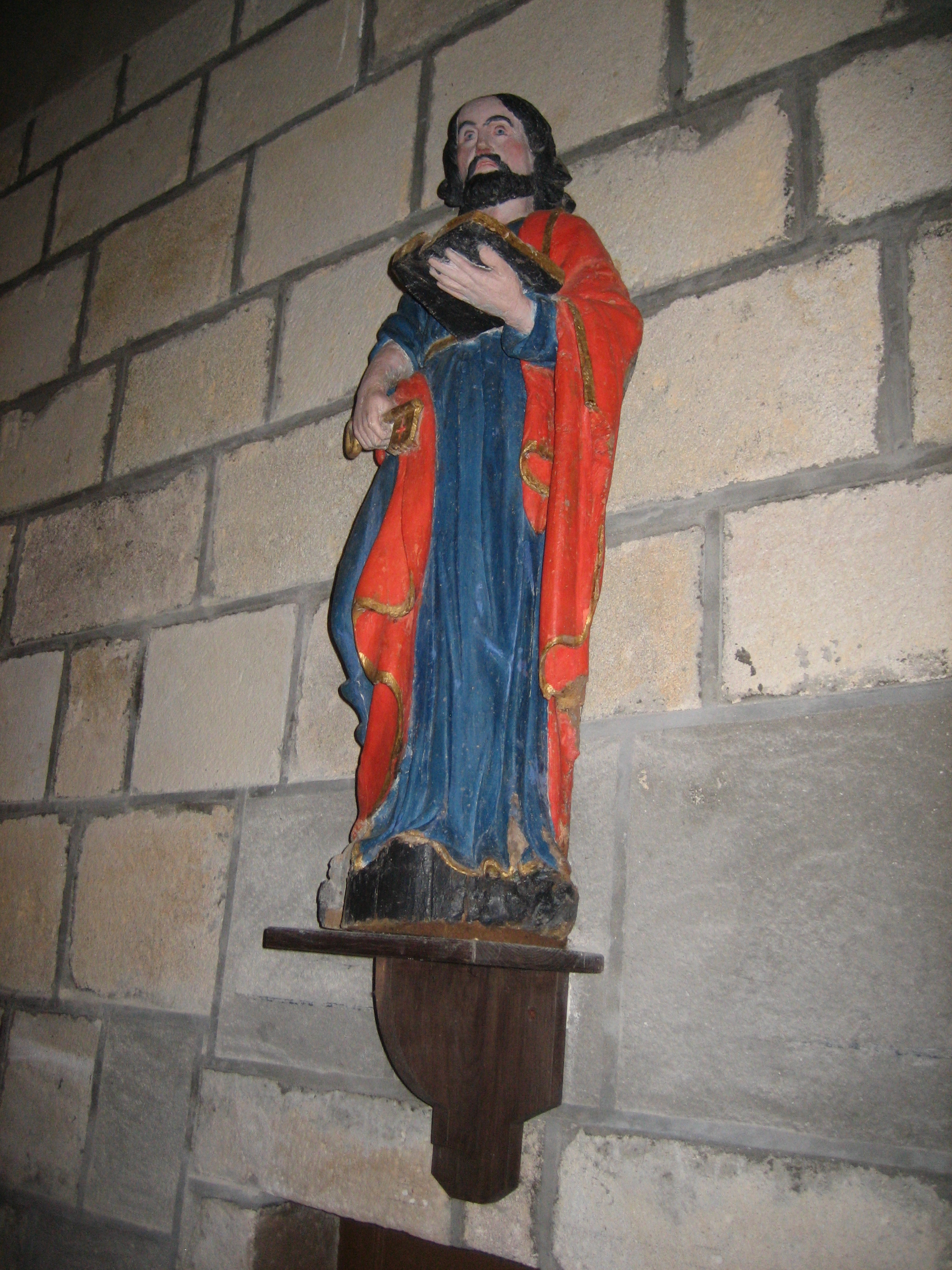
Saint Pierre.
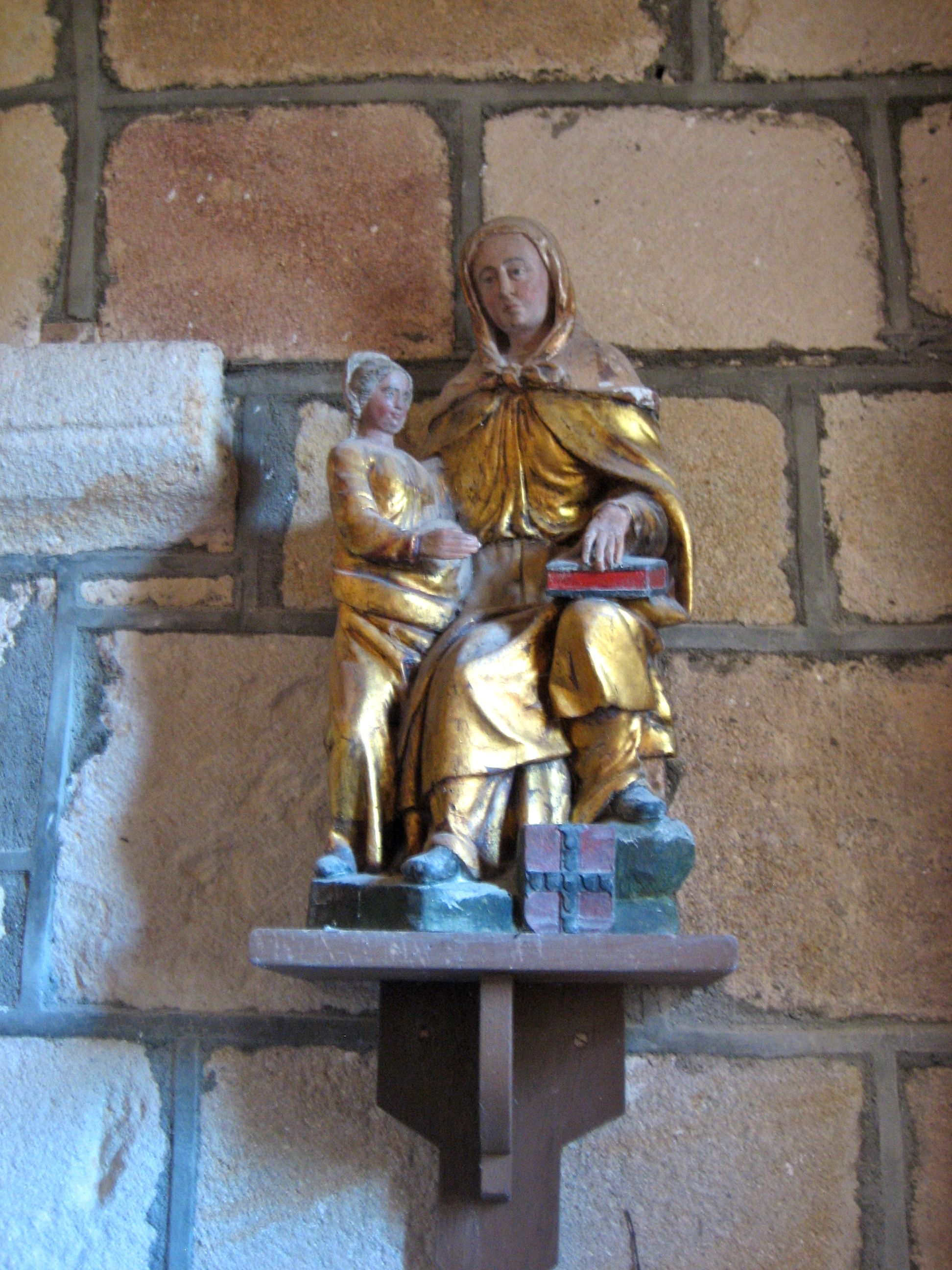
Sainte Anne.
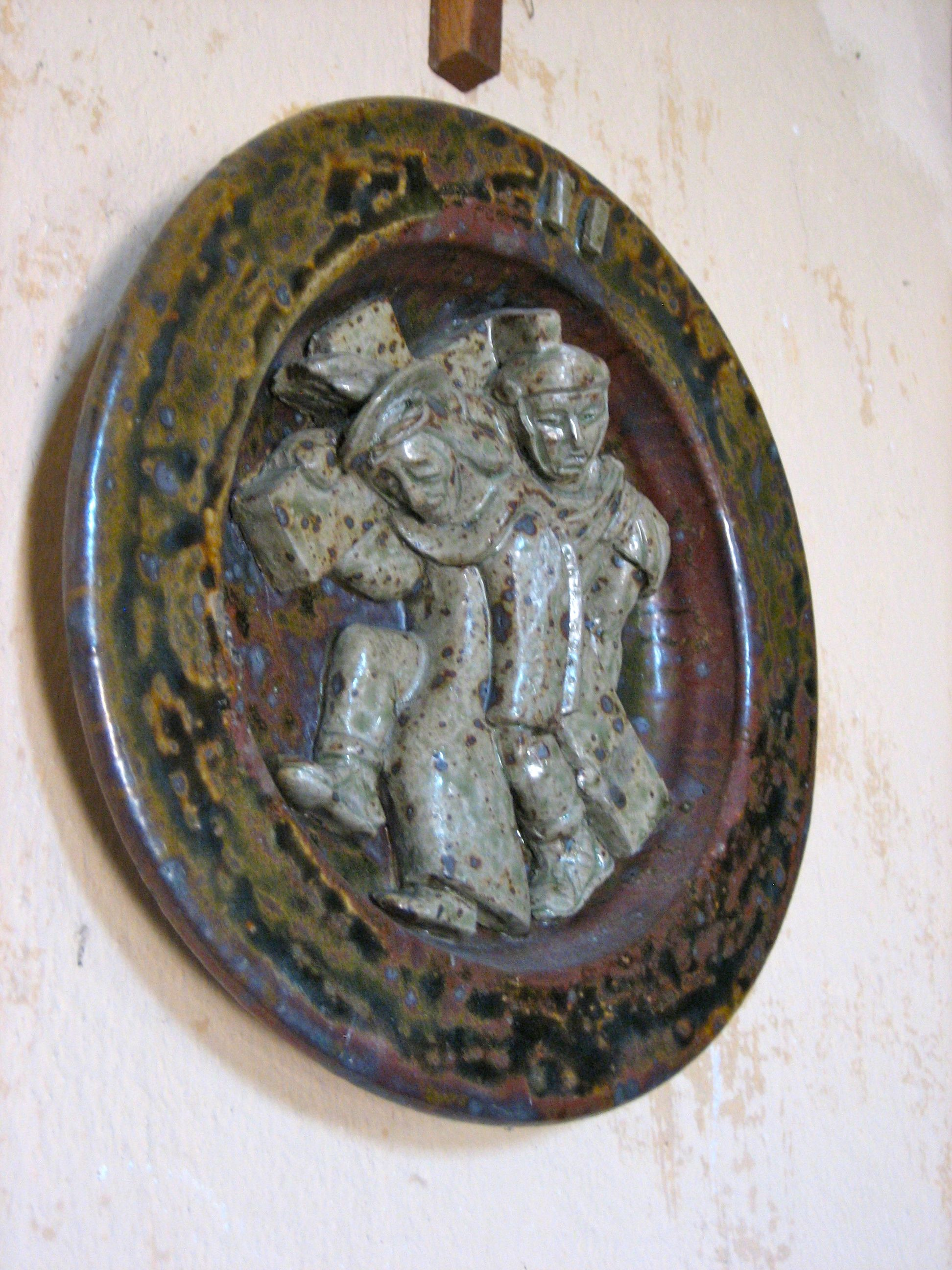
Une station du chemin de croix.

## Restauration
Trois périodes de travaux de restauration se sont succédé.
Le clocher en pierre de taille, la couverture et la nef ont été restaurés  entre 1994 et 1996. Une dernière opération de restauration s'est déroulée de 1998 à 1999.